# Orchestre de Paris
Orchestre de Paris (tj. Pařížský orchestr) je francouzský orchestr založený v Paříži v roce 1967.

## Historie
Orchester de Paris vznikl v roce 1967 ze společné iniciativy dirigentů Charlese Muncha a Serge Bauda po rozpuštění Orchestre de la Société des concerts du Conservatoire, který působil od roku 1828. Charles Munch se po jeho založení stal jeho prvním hudebním ředitelem až do své smrti v roce 1968.
Orchestr působil v Théâtre Mogador a v Salle Pleyel. Od roku 2015 je orchestr hlavním rezidenčním souborem Philharmonie de Paris, kde je zodpovědný za zahajovací gala večer.
V roce 1976 Daniel Barenboim inicioval založení Chœur de l'Orchestre de Paris.

## Hudební ředitelé a poradci
- 1967–1968: Charles Munch
- 1969–1971: Herbert von Karajan (hudební poradce)
- 1972–1975: Georg Solti
- 1975–1989: Daniel Barenboim
- 1989–1998: Semjon Byčkov
- 1998–2000: Christoph von Dohnányi (umělecký poradce)
- 2000–2010: Christoph Eschenbach
- 2010–2016: Paavo Järvi (asistence Dalia Stasevska od roku 2014)
- 2016–2019: Daniel Harding
- od 2020: Klaus Mäkelä (hudební poradce, poté hudební režisér od 2021)